# Velaar

Velaar

Velaar of velair is in de fonetiek de naam voor elke spraakklank die wordt geproduceerd door met de achterkant van de tong het zachte verhemelte (Latijn: velum) te naderen of aan te raken. Afhankelijk van de druk waarmee dit wordt gedaan, de bijkomende kromming van de tong en de mate waarin lucht wordt doorgelaten, zal de geproduceerde klank het vaakst een medeklinker zijn die gaat van een /ng/, /g/ (zacht of hard) over naar /gh/, /h/, /ch/ (zoals in loch), /kh/ en ten slotte /k/. Een velare klank kan echter ook een klinker zijn, zoals /u/ of de /a/ van het Franse bas. 
Wanneer de articulatie van een spraakklank van een plaats elders in het spraakkanaal verschuift in de richting van het zachte verhemelte, heet dit velarisatie. 